# Oribatella dechambrieri
Oribatella dechambrieri är en kvalsterart som beskrevs av Sandór Mahunka 1983. Oribatella dechambrieri ingår i släktet Oribatella och familjen Oribatellidae. Inga underarter finns listade i Catalogue of Life.